# Кукский язык
Ку́кский язык (также маори островов Кука, кукский маори) — официальный язык Островов Кука. Принадлежит к полинезийской подгруппе австронезийской семьи языков. Общее число носителей неизвестно, оценивается в 15—20 тысяч человек, из которых часть живёт на Островах Кука, часть — в Новой Зеландии и Австралии. Несмотря на юридическую защиту, положение языка нестабильно и постоянно ухудшается из-за перехода кукцев на английский язык.
Кукский язык в наибольшей степени родственен таитянскому и маорийскому языкам. На каждом острове имеет хождение собственный диалект; самый престижный из них — говор Раротонги.
Письменность на основе латиницы. Фонетический инвентарь беден (9 согласных фонем, 5 кратких гласных и 5 долгих). Морфологически относится к изолирующим языкам.
Язык относительно подробно изучен, однако объём учебной литературы невелик.

## О названии
Под словосочетанием «кукский язык» обычно имеют в виду либо язык южных островов Кука, либо все языки архипелага.
Использовавшееся, в том числе, в лингвистических публикациях типа Ethnologue (2015), слово «раротонга» носителями употребляется исключительно для обозначения диалекта одноимённого острова, и в более новых изданиях заменяется на слово «кукский».
У языка имеется несколько самоназваний. Чаще всего употребляется слово Māori или Te Reo Māori («язык маори»), которые могут обозначать также языки ракаханга-манихики и тонгарева. Словосочетание «маори островов Кука» (Te Reo Māori Kuki Airani) зачастую объединяет все восточнополинезийские говоры островов, хотя в законодательстве под «маори островов Кука» имеются в виду в том числе пукапука, не принадлежащем к этой группе.
Восточнополинезийские говоры также обозначаются терминами Te reo Ipukarea («язык родины»), Te Reo Tupuna («язык предков») и Te Reo ꞌEnua («язык [этой] земли»).
Te Reo Māori o te Pae Tonga o te Kuki Airani (букв.: «южный маори островов Кука») используется в противоположность северным языкам пукапука и тонгарева).

## Вопросы классификации
Консенсус лингвистов состоит в том, что кукский язык относится к центрально-восточной подгруппе в составе восточно-полинезийской группы австронезийских языков:
Австронезийские языки → Малайско-полинезийская надветвь → Центрально-восточно-малайско-полинезийская надветвь → Восточно-малайско-полинезийская ветвь → Океанийская подзона → Центральнотихоокеанская подветвь → Восточно-фиджийско-полинезийская группа → Полинезийская группа.
Туда же относятся и такие языки как гавайский, маркизский и маори. Рапануйский язык относится к восточно-полинезийским языкам.
Внутренняя структура полинезийской группы вызывает разногласия: одни учёные объединяют маори островов кука с новозеландским маори и таитянским языком в таитийскую подгруппу, другие утверждают, что таитийская подгруппа не реконструируется и выделяют вместо неё мангайско-старорапануйскую подгруппу; в этом случае ракаханга и тонгарева оказываются прямо в центрально-восточной подгруппе полинезийских языков.

## Лингвогеография и современное положение
До колонизации в XIX столетии острова архипелага были независимы и не входили в единый союз; политически объединялись только близлежащие острова (Атиу, Мауке и Митиаро). В 1888 году всеми островами стала управлять Великобритания, а с 1901 года — Новая Зеландия. С 1965 года острова Кука находятся в свободной ассоциации с Новой Зеландией, оставаясь самоуправляющейся территорией.
Большинство жителей островов Кука живёт за границей. В Новой Зеландии кукцы составляют вторую по численности тихоокеанскую диаспору после самоанцев, постепенно растёт и число кукцев в Австралии. Численность носителей языка при этом более-менее точно известна только в Новой Зеландии (7 725 человек, что составляет 12,8 % новозеландских кукцев; сюда входят говорящие на всех языках островов Кука), совокупно число говорящих на кукском языке оценивается в 15—20 тысяч человек. При этом среди молодых кукцев Новой Зеландии (до 30 лет) 80 % владеют только английским. Многие пожилые жители островов владеют новозеландским маори, так как им его преподавали в школах, а затем многие из них переехали в Новую Зеландию, где продолжили находиться в среде носителей. Некоторое время использование кукского на уроках или переменах при этом было запрещено. Также многие говорящие на кукском сообщают о владении таитянским и языками Сувы, если они там учились.
В образовательной системе острова Кука следуют новозеландской системе; первые 6 лет обучения рекомендуется преподавать на маори островов Кука или другом местном языке коренного населения, затем постепенно включать английский на протяжении 7—10-го годов с переходом на английский в 11—13-х годах. Де-факто на Раротонге английский используется на всех уровнях и единственный предмет, преподаваемый на кукском — это собственно кукский язык.
На островах Кука первые пять лет обучения кукский язык обязателен для всех учащихся. В Новой Зеландии кукский предлагают как второй язык в некоторых школах. Повсеместна проблема недостатка компетентных преподавателей, учебных текстов и пособий; нередко педагогам приходится использовать Библию как учебник. Распространено мнение, что любой носитель может учить других своему языку.
Кукский язык используется в новозеландских церквях, которые посещали, в основном, кукцы, однако, по мере падения религиозности среди населения страны, церкви перестают передавать язык молодёжи. При этом многие носители считают, что ведение службы на кукском — это важная часть ритуала.
С кукским языком ассоциировано несколько культурных практик: шитьё тиваэваэ, ткачество (раранга), создание гирлянд ’ei и костюмов rākei, игра на барабанах. Использование языка в политике ограничено: так, в отличие от Самоа, прения в парламенте обычно идут на английском, а использование кукского считается политическим заявлением.

### Юридический статус
С 1915 года единственным официальным языком архипелага был английский. Кукский язык («маори») стал вторым официальным языком островов в 2003 году по Закону о Те-Рео-Маори 2003 года, также он объявил о создании регулирующей организации Kopapa Reo. Язык «маори» в документе определён следующим образом:
- (а) подразумевает язык маори (включая диалекты), который используется на островах Кука;
- (б) а также язык пукапука, используемый на острове Пукапука; и
- (в) включает маори, который соответствует национальным стандартам, одобренным главным регулирующим органом «Kopapa Reo».

В Новой Зеландии кукский язык не имеет ни официального статуса, ни юридической защиты, в нарушение Декларации ООН о правах коренных народов. В 2008—2017 годах правительство отрицательно относилось к преподаванию на любом языке, кроме новозеландского маори и английского.

### Передача языка молодёжи
Английский язык вытесняет кукский, несмотря на то, что острова никогда массово не колонизировали европейцы; причиной является политика колониальной администрации.
Число молодых носителей языка снижается как в Новой Зеландии, так и на островах Кука. ЮНЕСКО и Ethnologue оценивают передачу языка между поколениями на среднем уровне, тогда как исследовательница Салли Акеваи Николас считает, что передача детям почти прекратилась и более правильно было бы оценивать степень сохранности языка между 7 (переходная стадия) и 8a (вымирающий).
Всего количество носителей оценивается Николас следующим образом:
- 1400 человек на островах южной группы владеют языком как первым, на высоком уровне;
- 1200 человек на островах северной группы владеют кукским как вторым, тоже на высоком уровне;
- 14 000 жителей Раротонги быстро переходят на английский язык;
- 80 000 человек в диаспоре, почти все владеют только английским.

### Диалекты
На каждом острове имеет хождение свой диалект кукского языка. Преобладающий среди специалистов и носителей взгляд на диалектное дробление языка включает 4 основных диалекта (в скобках приведены ареалы и код базы Glottolog):
- раротонга (Раротонга, raro1242);
- аитутаки (Аитутаки, aitu1237);
- мангаиа (Мангаиа, mang1042);
- нга пу тору (Атиу, atiu1237; Мауке, mauke1238; Митиаро, miti1242).

Говоры атоллов Пенрин и Манихики не взаимопонятны с диалектами кукского и считаются отдельными языками: ракаханга-манихики и тонгарева. Жители Пукапука и Нассау говорят на языке пукапука, не принадлежащем восточно-полинезийской ветви и более близком самоанскому и токелау.
В образовании часто предпочитается диалект Раротонги, даже если местные жители обычно говорят на другом. В случае, если учащиеся отвечают на экзаменационные вопросы на своём диалекте, им могут снизить оценки, несмотря на прямой запрет министерства образования.
Ниже приведена таблица слов различных диалектов кукского языка и родственных языков.
| раротонга  | аитутаки   | мангаиа    | нгапутору  | манихики   | тонгарева | русский язык        |
| ---------- | ---------- | ---------- | ---------- | ---------- | --------- | ------------------- |
| tuatua     | 'autara    | taratara   |            |            |           | «слова, говорить»   |
| kūmara     | kū'ara     | kū'ara     |            |            |           | «сладкий картофель» |
| kāre/kore  | kā'ore     | 'ā'ore     | kare       |            |           | «отрицание»         |
| tātā       | kiriti     | tātā       |            |            |           | «писать»            |
| 'ura       | koni       | 'ura       | 'ingo      |            |           | «танец»             |
| 'akaipoipo | 'akaipoipo | 'ā'āipoipo | 'akaipoipo | fakaipoipo |           | «свадьба»           |
| 'īkoke     | koroio     | rakiki     |            |            |           | «конец»             |
| 'are       | 'are       | 'are       | 'are       | fare       | hare      | «дом»               |
| ma’ata     | 'atupaka   | ngao       |            |            |           | «много, большой»    |

## Письменность
Орфография кукского языка была создана в середине XIX века британскими миссионерами и быстро усвоена говорящими, однако она неудобна для изучения: ни макрон (־), обозначающий долготу гласных, ни и гортанная смычка ('), являющаяся отдельной фонемой, не отображаются на письме. Вышеуказанная проблема приводит к боязни ошибок во время чтения вслух и нежеланию это делать.
Миссионерская орфография непоследовательно разбивает речь на слова, критикуется также её пунктуация. С середины XX столетия было предпринято несколько попыток реформировать правописание, но они оказались не в силах перебороть сопротивление пожилых носителей, а также исправить то, как «написано в Библии». В 2014 году вышло переиздание Нового Завета с реформированной орфографией. Эта орфография в общем следует фонематическому принципу, однако частицы записываются морфологически. 

## Лингвистическая характеристика

### Фонетика и фонология
Кукский язык имеет 14 фонем (не считая отдельно долгие гласные). Как и в остальных полинезийских языках, в кукском нет противопоставления сильных и слабых взрывных согласных. Взрывные согласные произносятся без придыхания или с очень слабым.
Слог имеет структуру (C)V, стечения согласных не разрешаются, тогда как последовательность из трёх гласных подряд весьма обычна. Исключение — заимствования, в которых гласный, обычно /i/, разделяет носовой и взрывной согласные: в них гласный часто удаляется. Восходящие последовательности гласных обычно реализуются как один слог, а нисходящие — как два.
Как и в других восточно-полинезийских языках, в кукском запрещены сочетания [vu] и [vo], они встречаются лишь в нескольких заимствованиях.

#### Согласные
В кукском языке 9 согласных фонем: ng, m, n, p, t, k, r, v и гортанная смычка (амата — от кукского слова amata), обозначаемый на письме апострофом.
В языке ракаханга-манихики также используются согласные f и h. Звуку [r] в северных языках/диалектах соответствует [l].
|             | Губно-губные | Губно-зубные | Альвеолярные | Заднеязычные | Глоттальные |
| ----------- | ------------ | ------------ | ------------ | ------------ | ----------- |
| Взрывные    | [p]          |              | [t]          | [k]          | [ʔ]         |
| Назальные   | [m]          |              | [n]          | [ŋ]          |             |
| Одноударные |              |              | [r] / [l]    |              |             |
| Фрикативные |              | [f] [v]      |              |              | [h]         |

1. ↑  Реализуется между зубами и альвеолами
2. 1 2  только в ракаханга-манихики

В позиции перед /i/ фонема /t/ реализуется как аффриката: tiaki [t͡ʃiaki].
Праполинезийская гортанная смычка в кукском исчезла, собственная гортанная смычка развилась из праполинезийских *f и *s. Гортанная смычка реализуется как глухой взрывной согласный только при тщательном проговаривании и в начале фразы; в положении между гласными она звучит звонко и ларингализует идущие за ней гласные, превращаясь в скрипучий гортаный аппроксимант. Изредка, особенно в пении, /ʔ/ реализуется как [h], аналогичное явление обнаружено в маркизском языке.
Праполинезийский *h в кукском также исчез, а *w превратился в [v]. При этом перед гласными заднего ряда [v] нередко реализуется как губно-губной.
Фонема /r/ реализуется либо как одноударный альвеолярный согласный [ɾ], либо как боковой аппроксимант [l].

#### Гласные
Система гласных типична для полинезийских языков: там 5 кратких гласных фонем: a, e, i, o, u. Гласные заднего ряда огублены. Фонемы /i/ и /e/ часто реализуются очень близко друг к другу, как в новозеландском маори.
Долгота гласных смыслоразличительна. Орфографически она обозначается макроном (mākārōni): ā, ē, ī, ō, ū.
В быстрой речи последние гласные фразы часто оглушаются:
- Pēnei kua oti paꞌa i a Mama Mere te ꞌākono i te tātāꞌanga o te Reo Pukapu̥kḁ.

|                       | Передний ряд | Средний ряд | Задний ряд |
| --------------------- | ------------ | ----------- | ---------- |
| Верхний подъём        | [i] [iː]     |             | [u] [uː]   |
| Средне-верхний подъём | [e] [eː]     |             | [o] [oː]   |
| Нижний подъём         |              | [a] [aː]    |            |

#### Просодия
Для кукской просодии важен вес слога. Имеется ограничение на минимальное просодическое слово и два вида редупликации. Основное ударение — фразовое, а не словесное; словесное ударение часто падает на первую или предпоследнюю мору. Интонация повествовательного предложения — восходяще-нисходящая.

##### Просодическое слово
Слоги с кратким гласным считаются лёгкими, с долгим гласным — тяжёлыми. Минимальное просодическое слово состоит из двух мор, большинство исконных слов содержит 2—4 моры в корне. Минимальная длина синтаксической фразы — три моры, в случае, если во фразе недостаточно мор, к ним добавляются особые частицы, необязательные в более длинных фразах:
- e в повелительных фразах:
  - E no’o ki raro! — «Сядь!»
- e в звательных фразах:
  - Kia orana e Mere. — «Здравствуй, Мере».
- e в числительных (числительные 2—9; также 1, если оно не выражено словом ’okota’i):
  - Kua tapaꞌia ngā ꞌenua e toru mei te reira tuātau mai e tae mai ki tēianei ē, ko Ngā-Pū-Toru — «Эти три острова именовались Нгапутору с тех самых пор и до нынешнего времени».
- ra, оканчивающее недостаточно длинные заимствования:
  - okera — «окей».

Тот же механизм заставляет личный артикль a удлиняться до ā в положении перед местоимениями и именами, состоящими из 1 или 2 мор:
- ā koe,
- ā Mere
- a taua.

Аналогично удлиняется глагольная частица ka:
- kā tū,
- ka pēti.

##### Редупликация
В кукском языке используется два вида редупликации: полная и частичная. Полная редупликация чаще всего затрагивает корни из двух мор, однако изредка ей подвергаются корни структуры CVCVCV типа ma’ata, (C)VVCV типа ’aere или (C)VVCVV типа mūmū. Частичная редупликация заключается в повторении первой моры корня, причём в случае, если в корне мор более чем две, редупликация сопровождается изменением качества или долготы гласных:
- āpuku → āpukupuku,
- karanga → kārangaranga,
- meitaki → mēmeitaki.

##### Ударение
Два основных варианта простановки ударения на отдельных словах — на первую и на предпоследнюю мору, их предпочтение зависит от человека (и в речи носителей они могут встречаться одновременно). Наиболее последовательно ударение в словах, состоящих только из лёгких слогов, а слова структуры CVCV всегда ударяются на первую мору. При наличии в слове тяжёлого слога (с долгим гласным) он перетягивает ударение на себя, кроме случаев, когда долгий гласный находится в последнем слоге — тогда ударяется предпоследняя мора.
Фразовое ударение падает на вершину сказуемого, обычно на ту же мору, которая бы ударялась в отдельно произнесённом слове, при наличии других фраз в составе предложения все они, кроме последней, получат побочное ударение на предпоследнюю мору, а в последней фразе ударение падает либо на предпоследнюю мору, либо на слово, составляющее вершину этой фразы.
В кукском также имеется эмфатическое смысловое ударение, включающее многократное увеличение длительности гласных в слове.

##### Интонация
Интонация повествовательного предложения — восходяще-нисходящая; в случае сложного предложения интонация главной фразы остаётся восходяще-нисходящей, последующие фразы произносятся ровно низким тоном, а последняя к концу опускается сильнее всех остальных фраз.
Вопросительные предложения со специальным вопросом могут оформляться либо похоже на повествовательные — в этом случае верхний пик приходится на вопросительное слово и имеет бо́льшую высоту, чем в повествовательном, — либо же интонация вопроса находится на высоком уровне почти всё высказывание, а к концу резко повышается. Остальные типы вопросов обычно интонируются аналогично второму виду интонации специальных вопросов: тон голоса при этом либо остаётся на высоком уровне всё предложение, либо повышается на последней фразе. Манера оканчивать вопросы повышением интонации заимствована из английского (хотя в английском восходящая интонация для специальных вопросов нехарактерна). Другой вариант интонации в неспециальных вопросах — нисходящая с повышением на главной фразе.
Интонирование повелительных предложений аналогично повествовательным, однако начальный тон в них выше, чем в повествовательных.

### Морфология
Кукский — скорее изолирующий язык; морфемы, указывающие на число и грамматическое время, не связаны с другими словами. В случае соединения морфем используется агглютинация. Большинство слов имеют одну морфему, а слов с более чем тремя морфемами очень мало. В то же время возможен анализ синтаксической фразы как «слова», в этом случае все глаголы содержат маркировку по времени и виду, а существительные — числу, определённости, падежу и так далее.

#### Части речи
Первичное деление на части речи различает частицы и «основы» (знаменательные слова). Частицы, стоящие перед вершиной фразы, несут временну́ю, видовую, падежную, числовую и конкретизирующую информацию, а идущие после вершины модифицируют фразу.
Дальнейшее разделение затруднено высокой степенью изоляции в языке, из-за которой многие основы могут нести как глагольные функции, так и именные, а также модифицировать другие основы. Бьюз, на основе работ Брюса Биггса над новозеландским маори, предлагает выделение следующих частей речи:
- глаголы (также «универсалии»), принимающие номинативные и глагольные частицы, суффиксы пассива и клитики в пассивном залоге;
- стативы, которые принимают оба типа частиц, но не могущие присоединять пассивные суффиксы и клитики;
- существительные, которые могут принимать только номинативные частицы.

### Лексика
В лексике кукского языка (в особенности в диалектах нгапутору) имеется много заимствований из таитянского ввиду регулярных контактов островитян с жителями Французской Полинезии. С XIX века кукский много заимствовал из новозеландского маори.

## История изучения
Первым о кукском языке написал Джеспер Бьюз, автор серии коротких очерков о структуре кукской фразы, типах предложений, отрицании, соединении слов и частях речи. Также языку посвящены две магистерских диссертации (Pearson, 1974 и Horton, 2000). Самая подробная публикация о кукском — «Грамматика маори южных островов Кука» 2017 года авторства Николас.
Имеется два кукско-английских словаря: Севиджа 1962 года и Бьюза 1955 года. По состоянию на 2019 год идёт проект по созданию словаря, доступного онлайн; им занимаются Оклендский технологический университет, Южнотихоокеанский университет и министерство образования островов Кука.
Несмотря на то, что существует несколько учебных пособий, в целом ощущается их недостаток педагогических ресурсов, в частности, для взрослых.
В момент контакта с европейцами на кукском языке существовала богатая фольклорная традиция, которую приезжие оценили положительно. После создания орфографии быстро появился корпус литературы, состоящий из генеалогий и мифов, литургических текстов, художественной литературы, поэзии, детской и учебной литературы. В январе 2018 года он пополнился комиксами студентов по направлению «Диплом в разговорном языке (кукский язык)» Южнотихоокеанского университета.

### Комментарии
1. ↑  Данные по количеству носителей на Островах Кука и в Австралии отсутствуют, оценка